# Australisk skarv
Australisk skarv (Phalacrocorax varius) är en fågel i familjen skarvar inom ordningen sulfåglar. Som namnet avslöjar förekommer den i Australien, men även i Nya Zeeland.

## Utseende
Australisk skarv är en stor (75 cm) medlem av familjen med en svart och vit fjäderdräkt. I sommardräkt har den glänsande svart ovansida och vit undersida. Näbben är ljusgul, strupsäcken skär och ansiktshuden gul eller orangefärgad. Vintertid är färgerna mer dämpade på näbb och i ansiktet. Ungfågeln är brun ovan, undertill vitaktig på strupen, brun och vitstreckad buk och med ett brunt halsband. Vissa fåglar i Nya Zeeland är dock helmörka.
Från svartmaskad skarv (Phalacrocorax fuscescens) skiljs australisk skarv på mer bjärt färgad ansiktshud och näbb och att gränsen mellan det svarta och vita på kinden går ovan ögat, ej under. Ungfågeln har ljusare ansikte och hals samt gul, ej grå, hud framför ögat. Svartvit skarv (Microcarbo melanoleucos) är mycket mindre med mycket kortare näbb och mörk hud framför ögat.

## Utbredning och systematik
Australisk skarv delas in i två underarter med följande utbredning:
- Phalacrocorax varius hypoleucos – förekommer i Australien, både vid kusten och i de inre delarna, sällsynt på Tasmanien
- Phalacrocorax varius varius – förekommer i kustområden på Nya Zeeland och Stewart Island

Arten är närmast släkt med svartmaskad skarv och sotskarv (Phalacrocorax sulcirostris).

### Skarvarnas släktskap
Skarvarnas taxonomi har varit omdiskuterad. Traditionellt har de placerats gruppen i ordningen pelikanfåglar (Pelecaniformes) men de har även placerats i ordningen storkfåglar (Ciconiiformes). Molekulära och morfologiska studier har dock visat att ordningen pelikanfåglar är parafyletisk. Därför har skarvarna flyttats till den nya ordningen sulfåglar (Suliformes) tillsammans med fregattfåglar, sulor och ormhalsfåglar.

## Levnadssätt
Australisk skarv uppträder både i söt- och saltvatten. Den häckar i kolonier och är året om en sällskaplig fågel. Födan består mestadels av fisk, cirka 90% både avseende antal och vikt.

## Status och hot
Arten har ett stort utbredningsområde och en stor population med okänd utveckling. Utifrån dessa kriterier kategoriserar IUCN arten som livskraftig (LC).

## Namn
På svenska har arten även kallats australskarv.

## Bildgalleri

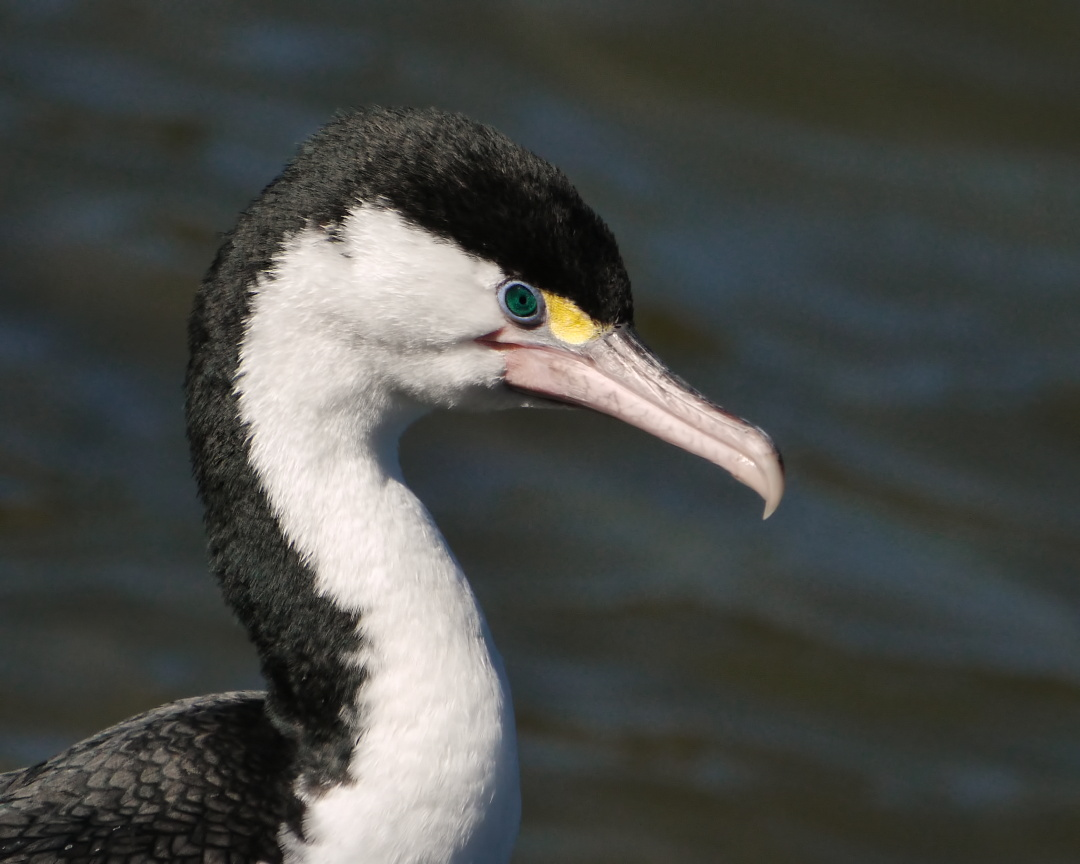
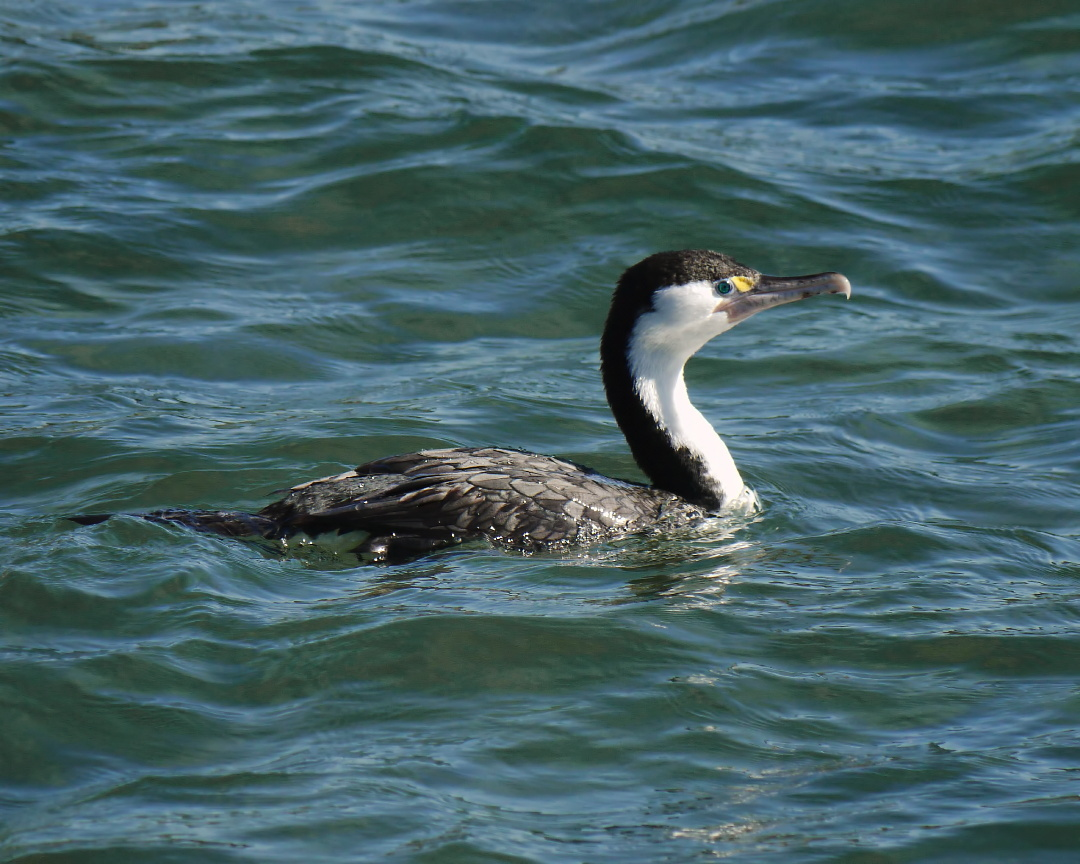
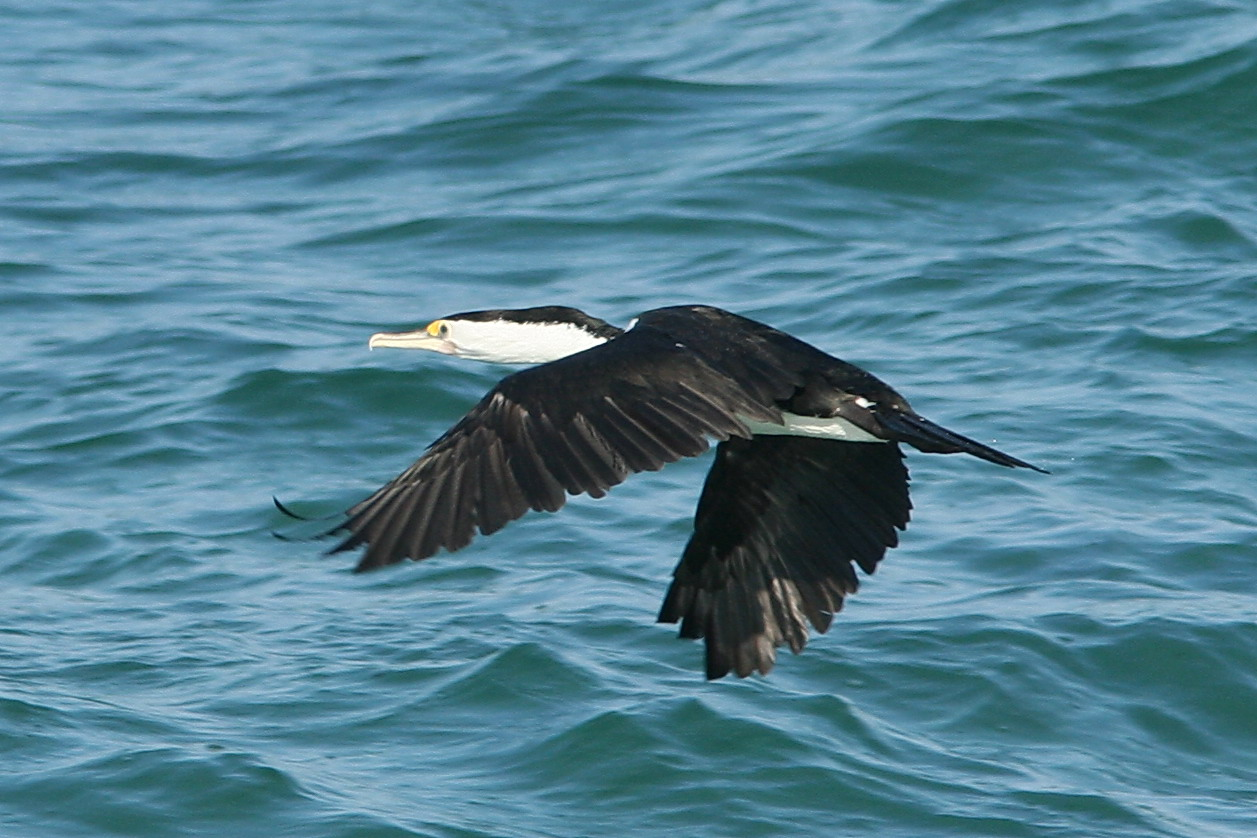
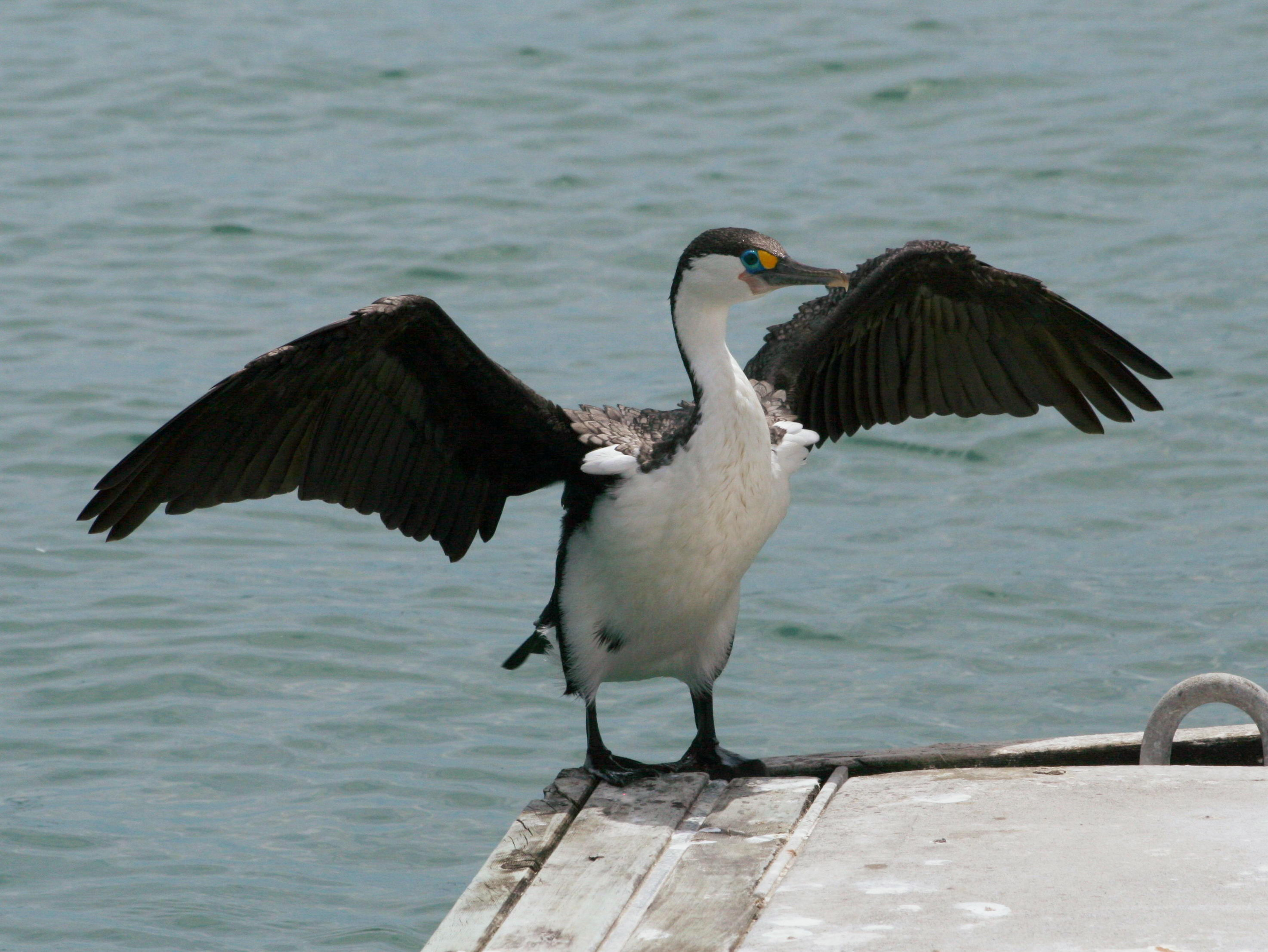
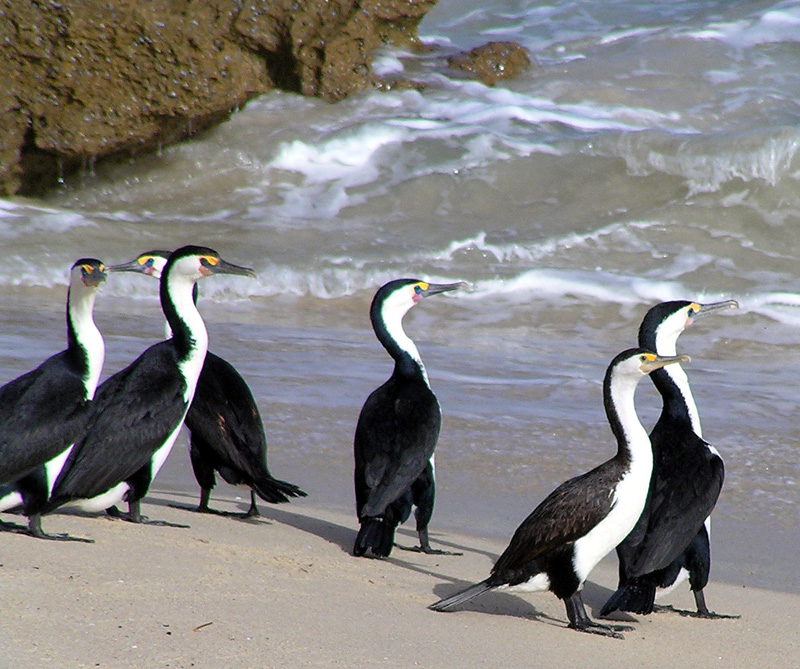
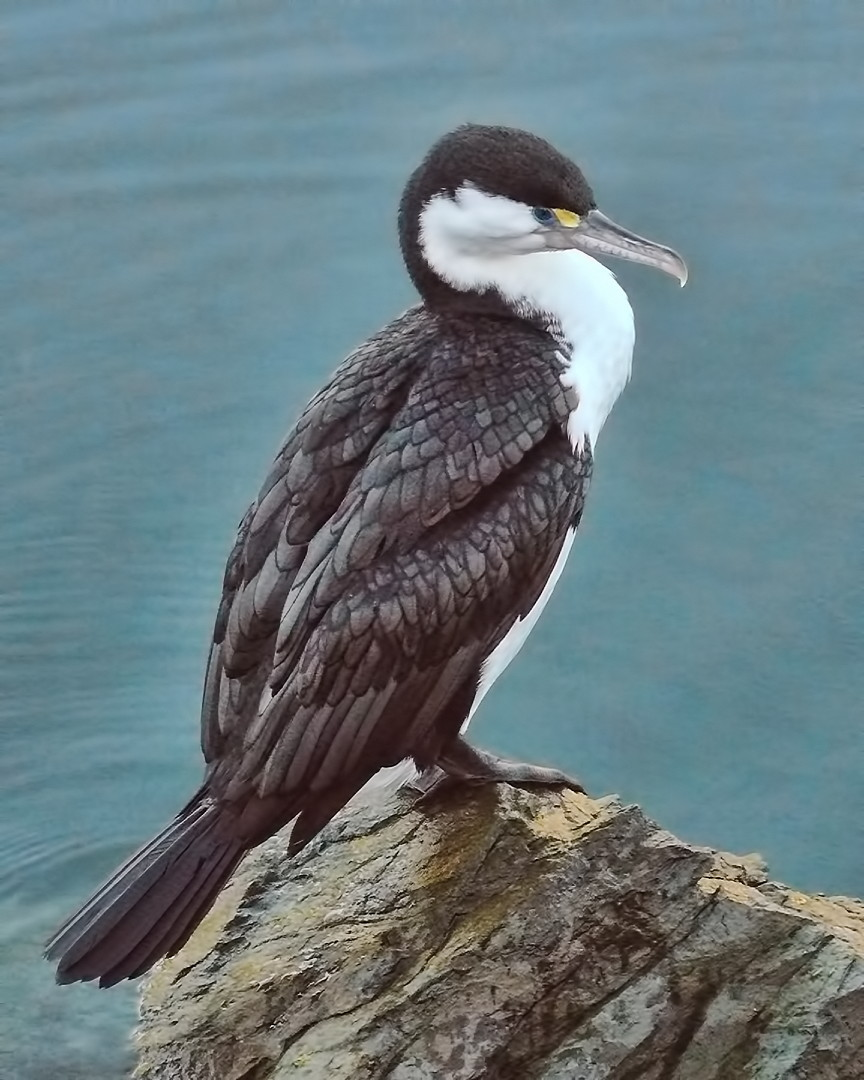